# Agathomyia aurantiaca
Agathomyia aurantiaca är en tvåvingeart som först beskrevs av Mario Bezzi 1893.  Agathomyia aurantiaca ingår i släktet Agathomyia och familjen svampflugor. Inga underarter finns listade i Catalogue of Life.